# Menhir de la Pierre-du-Fau
Pour les articles homonymes, voir Fau.
Le menhir de la Pierre-du-Fau (aussi appelé la Pierre du Fau) est un menhir de la Mayenne.

## Description
Situé à peu de distance de la Provôterie, à 1,5 km d'Ahuillé, la Pierre du Fau est un menhir de 2 m de hauteur, en bordure de la route qui relie Ahuillé à Loiron. 
La légende prétend que ce mégalithe tourne sur lui-même lorsqu'il entend sonner. C'était un lieu de rendez-vous et de passage des faux sauniers.
Un repère de nivellement est scellé à la base du menhir.